# Morgan (Vermont)
Morgan ist eine Town im Orleans County des Bundesstaates Vermont in den Vereinigten Staaten mit 638 Einwohnern (laut Volkszählung von 2020).

## Geografie

### Geografische Lage
Morgan liegt im Osten des Orleans Countys. Im Herzen der Town liegt der Lake Seymour zudem gibt es weitere kleinere Seen. Mehrere kleine Flüsse durchziehen die Town. Einige münden im Lake Seymour andere im westlich gelegenen Lake Salem oder im Nordosten gelegenen Norton Pond. Das Gebiet der Town ist hügelig, die höchste Erhebung ist der im Südosten gelegene 647 m hohe Bear Hill, nördlich von diesem befindet sich der 634 m hohe Round Top und südlich des Lake Seymour der 605 m hohe Elan Hill.

### Nachbargemeinden
Alle Entfernungen sind als Luftlinien zwischen den offiziellen Koordinaten der Orte aus der Volkszählung 2010 angegeben.
- Norden: Holland, 9 km
- Nordosten: Warner’s Grant, 3,2 km
- Osten: Warren Gore, 7,1 km
- Südosten: Brighton, 7,7 km
- Südwesten: Charleston, 10,1 km
- Westen: Derby, 22,1 km

### Klima
Die mittlere Durchschnittstemperatur in Morgan liegt zwischen −11,7 °C (11 °Fahrenheit) im Januar und 18,3 °C (65 °Fahrenheit) im Juli. Damit ist der Ort gegenüber dem langjährigen Mittel der USA um etwa 9 Grad kühler. Die Schneefälle zwischen Mitte Oktober und Mitte Mai liegen mit mehr als zwei Metern etwa doppelt so hoch wie die mittlere Schneehöhe in den USA. Die tägliche Sonnenscheindauer liegt am unteren Rand des Wertespektrums der USA, zwischen September und Mitte Dezember sogar deutlich darunter.

## Geschichte
Am 6. November 1780 wurde das Gebiet unter dem Namen Caldersburgh an Jedediah Calderkin und 63 weiteren als Grant vergeben. Der Name wurde am 19. Oktober 1801 in Morgan geändert. Die Namensänderung erfolgte zu Ehren von John Morgan, aus Hartford, Connecticut zurück, einem der ursprünglichen Eigentümer des Grants, von dem viele der ersten Siedler ihr Land gekauft hatten. Vermessen wurde das Gebiet durch General Whitelaw und er benannte den Lake Seymour nach Israel Seymour, einem anderen Eigentümer des Grants der Town. Der Erste Siedler war Nathan Wilcox im Jahr 1802. Im März 1807 fand die konstituierende Stadtversammlung statt.
Während der 1960er Jahre verabschiedete die Vermont State Legislature einen Gesetzentwurf, der alle Milchviehbetriebe aufforderte, Kühlsysteme für die Lagerung von täglich erzeugter Milch zu installieren. Da die kleinen Farmen dies nicht leisten konnten, verkauften viele ihr Land und die Bevölkerung schrumpfte dramatisch. Durch den Tourismus am Lake Seymour konnte neben der Landwirtschaft ein weiteres wirtschaftliches Standbein geschaffen werden.

### Einwohnerentwicklung
| Volkszählungsergebnisse – Town of Morgan, Vermont | Volkszählungsergebnisse – Town of Morgan, Vermont | Volkszählungsergebnisse – Town of Morgan, Vermont | Volkszählungsergebnisse – Town of Morgan, Vermont | Volkszählungsergebnisse – Town of Morgan, Vermont | Volkszählungsergebnisse – Town of Morgan, Vermont | Volkszählungsergebnisse – Town of Morgan, Vermont | Volkszählungsergebnisse – Town of Morgan, Vermont | Volkszählungsergebnisse – Town of Morgan, Vermont | Volkszählungsergebnisse – Town of Morgan, Vermont | Volkszählungsergebnisse – Town of Morgan, Vermont |
| Jahr                                              | 1800                                              | 1810                                              | 1820                                              | 1830                                              | 1840                                              | 1850                                              | 1860                                              | 1870                                              | 1880                                              | 1890                                              |
| ------------------------------------------------- | ------------------------------------------------- | ------------------------------------------------- | ------------------------------------------------- | ------------------------------------------------- | ------------------------------------------------- | ------------------------------------------------- | ------------------------------------------------- | ------------------------------------------------- | ------------------------------------------------- | ------------------------------------------------- |
| Einwohner                                         |                                                   | 135                                               | 116                                               | 331                                               | 422                                               | 486                                               | 548                                               | 614                                               | 711                                               | 520                                               |
| Jahr                                              | 1900                                              | 1910                                              | 1920                                              | 1930                                              | 1940                                              | 1950                                              | 1960                                              | 1970                                              | 1980                                              | 1990                                              |
| Einwohner                                         | 510                                               | 463                                               | 368                                               | 363                                               | 335                                               | 296                                               | 260                                               | 286                                               | 460                                               | 497                                               |
| Jahr                                              | 2000                                              | 2010                                              | 2020                                              | 2030                                              | 2040                                              | 2050                                              | 2060                                              | 2070                                              | 2080                                              | 2090                                              |
| Einwohner                                         | 669                                               | 749                                               | 638                                               |                                                   |                                                   |                                                   |                                                   |                                                   |                                                   |                                                   |

## Wirtschaft und Infrastruktur

### Verkehr
Die Vermont State Route 1111 führt in nordsüdlicher Richtung von Derby im Norden nach Brighton im Süden. Sie verläuft zentral durch die Town und trifft im Südosten auf die nordwärts Richtung Kanada verlaufende Vermont State Route 114.

### Öffentliche Einrichtungen
In Morgan gibt es kein eigenes Krankenhaus. Das nächstgelegene Krankenhaus ist das North Country Hospital & Health Care in Newport City.

### Bildung
Morgan gehört zur North Country Supervisory Union. In Morgan befindet sich keine Schule.
Morgan hat keine eigene Bibliothek. Die nächsten Bibliotheken sind die Goodrich Memorial Library in Newport City und die Haskell Free Library and Opera House in Derby Line.

## Persönlichkeiten

### Söhne und Töchter der Stadt
- Zophar M. Mansur (1843–1914), Veteran des Sezessionskriegs, Bankier und Politiker, Vizegouverneure von Vermont